# 李沅發
李沅发（1828年—1850年），湖南新宁人。晚清民变人物。

## 生平
1847年早年曾加入棒棒會，又参加雷再浩起义，道光二十九年（1849年）湖南南部水灾，地主趁机抬高粮价，重利盘剥，十月十三日，李沅发组织把子会，纠集瑶民，攻克新宁县城，杀死县官，乃分设五营，各营管带称“大哥”，自称“总大哥”。
清军围困新宁，李沅发與之激战四十余日。十一月二十九日，清军夺回新宁，李沅发入广西全州，经兴安、灵川、永福，再转戰湖南城步，连败江忠源、刘长佑等團練，被官军所阻，再转广西，在龙胜击毙清军参将玛隆阿，与各地天地会众会合。清廷将湖南提督英俊、巡抚冯德馨等革职，命湖广总督裕泰率四省清兵进剿。道光三十年二月，李沅发攻占湖南靖州，退入廣西，進入大瑶山，在贵州与清军激战受挫，兵力锐减。道光三十年（1850年）四月，李沅发突破重围，返回湖南。回新宁途中，在紫金峰战斗为湖南提督向荣部所伏击，李沅发负伤跌落崖涧，被俘解至北京，八月十七日，斬首。